# Nina Stojanović
Nina Stojanović (serbisk: Нина Стојановић, født 30. juli 1996 i Beograd, Jugoslavien) er en professionel tennisspiller fra Serbien.